# ルイス・ストローズ
ルイス・リヒテンスタイン・ストローズ（1896年1月31日 – 1974年1月21日）は、アメリカ合衆国の政府高官、実業家、慈善家、海軍将校。1946年に発足したアメリカ原子力委員会（AEC）の初代メンバーの一人であり、1950年代には同委員会の委員長を務めた。第二次世界大戦後の核兵器開発、原子力政策、そしてアメリカにおける原子力発電の発展において重要な役割を果たした人物である。

## 経歴
バージニア州リッチモンドで育ったストローズは、第一次世界大戦中にベルギー救援委員会の一員としてハーバート・フーヴァーの助手を務め、その後アメリカ救援局にも参加した。1920年代から1930年代にかけては、クーン・ローブ商会で投資銀行家として働き、多額の財産を築いた。1930年代には、アメリカ・ユダヤ人委員会の執行委員や他の複数のユダヤ人団体に所属し、ナチス・ドイツからの難民受け入れを拡大するよう米国政府に働きかけたが、成功しなかった。また、亡命科学者レオ・シラードの研究資金の一部を援助した。第二次世界大戦中にはアメリカ海軍予備役の将校として勤務し、兵器局での軍需工場の管理・表彰業務により少将に昇進した。
冷戦初期におけるAEC創設時の委員として、ストローズは米国の原子力機密保持とソ連の原子力開発への監視・先行の必要性を強調し、水素爆弾開発を強く推進した。委員長時代には原子力の平和利用を推進し、原子力発電によって「電気はメーターで計る必要がないほど安くなる」と予測した。同時に、キャッスル・ブラボー熱核実験後に太平洋諸島住民が受けた放射性降下物の健康被害については過小評価した。
また、ストローズは1954年4月から5月にかけて行われた物理学者J・ロバート・オッペンハイマーのセキュリティ・クリアランス審問の首謀者であり、その結果オッペンハイマーの機密アクセス権は剥奪された。この件により、ストローズはしばしばアメリカ史における「悪役」とみなされてきた。1959年、アイゼンハワー大統領により商務長官に指名されたが、上院での承認過程は長引き、最終的に承認されなかった。